# Efaca
Efaca ist eine osttimoresische Aldeia im Sucos Bairro Pite (Verwaltungsamt Dom Aleixo, Gemeinde Dili). 2015 lebten in Efaca 1177 Menschen.

## Lage und Einrichtungen
Efaca bildet im Westen eine Ausbuchtung des Sucos Bairro Pite. Im Osten liegen die Aldeias Fatumeta und Niken und im Nordwesten reicht es an die Aldeia Terus Nanis. Im Norden und Westen liegt der Suco Comoro und im Süden der Suco Manleuana.
Im Nordwesten von Efaca befindet sich das Dili Institute of Technology (DIT).